# Берчдейл (тауншип, Миннесота)
Берчдейл (англ. Birchdale) — тауншип в округе Тодд, Миннесота, США. На 2000 год его население составило 814 человек.

## География
По данным Бюро переписи населения США площадь тауншипа составляет 93,1 км², из которых 85,1 км² занимает суша, а 8,0 км² — вода (8,57 %).

## Демография
По данным переписи населения 2000 года здесь находились 814 человек, 318 домохозяйств и 221 семья.  Плотность населения —  9,6 чел./км².  На территории тауншипа расположено 568 построек со средней плотностью 6,7 построек на один квадратный километр. Расовый состав населения: 99,26 % белых, 0,12 % азиатов и 0,61 % приходится на две или более других рас. Испанцы или латиноамериканцы любой расы составляли 0,12 % от популяции тауншипа.
Из 318 домохозяйств в 33,3 % воспитывались дети до 18 лет, в 61,9 % проживали супружеские пары, в 2,5 % проживали незамужние женщины и в 30,5 % домохозяйств проживали несемейные люди. 27,0 % домохозяйств состояли из одного человека, при том 10,7 % из — одиноких пожилых людей старше 65 лет. Средний размер домохозяйства — 2,56, а семьи — 3,14 человека.
28,3 % населения — младше 18 лет, 5,3 % — в возрасте от 18 до 24 лет, 26,8 % — от 25 до 44, 25,2 % — от 45 до 64, и 14,5 % — старше 65 лет. Средний возраст — 40 лет. На каждые 100 женщин приходилось 108,2 мужчин.  На каждые 100 женщин старше 18 приходилось 113,1 мужчин.
Средний годовой доход домохозяйства составлял 33 750 долларов, а средний годовой доход семьи —  47 667 долларов. Средний доход мужчин —  30 139  долларов, в то время как у женщин — 24 688. Доход на душу населения составил 22 056 долларов. За чертой бедности находились 5,2 % семей и 10,9 % всего населения тауншипа, из которых 13,7 % младше 18 и 11,7 % старше 65 лет.